# Sant Kabir Nagar
Sant Kabir Nagar är ett distrikt i den indiska delstaten Uttar Pradesh, och hade 1 420 226 invånare år 2001 på en yta av 1 442,3 km². Det gör en befolkningsdensitet på 984,7 inv/km². Den administrativa huvudorten är staden Khalilabad. De största religionerna är hinduism (75,60 %) och islam (24,02 %).

## Administrativ indelning
Distriktet är indelat i tre kommunliknande enheter, tehsils:
- Ghanghata, Khalilabad, Mehdawal

## Städer
Distriktets städer är huvudorten Khalilabad samt Ghanghata, Hariharpur, Ledwa Mahua, Maghar och Mehdawal.
Urbaniseringsgraden låg på 7,08 procent år 2001.